# Adam King
Adam King (Edinburgh, 11 oktober 1995) is een Schots voetballer die bij voorkeur als middenvelder speelt. Hij verruilde in januari 2014 Heart of Midlothian voor Swansea City.

## Carrière
King debuteerde op 13 november 2013 in het eerste elftal van Heart of Midlothian in een oefenwedstrijd tegen VfL Wolfsburg, ten behoeve van de op dat moment in financiële nood verkerende thuisclub. De wedstrijd eindigde in 0-0. Kings officiële debuut volgde op 1 december 2013 in een thuiswedstrijd tegen Celtic voor de Scottish Cup, die met 7-0 werdverloren.
Kings broer Billy is ook betaald voetballer.